# Quercus byarsii
Quercus byarsii là một loài thực vật có hoa trong họ Cử. Loài này được Sudw. ex Trel. miêu tả khoa học đầu tiên năm 1924.